# 雲紋肩鰓䲁
雲紋肩鰓䲁（學名：Omobranchus loxozonus），為輻鰭魚綱鳚形目䲁科肩鰓䲁屬的一種，分布於西北太平洋日本南部海域，體魚體延長，略側扁，頭短鈍，頭部無冠膜及觸鬚，背鰭硬棘12-14枚、背鰭軟條19-22枚、臀鰭硬棘2枚、臀鰭軟條21-25枚，體長可達6公分，棲息在沿海岩礁區，雌魚產附著性卵，雄魚有護卵行為，幼魚為浮游性，生活習性不明。